# 福克斯 (亞利桑那州)
福克斯（英語：Fox）是位於美國亞利桑那州格林利縣的一個非建制地區。該地的面積和人口皆未知。

## 地理
福克斯的座標為32°44′35″N 109°08′18″W / 32.74306°N 109.13833°W，而該地的平均海拔高度為1105米（即3625英尺）。